# The Wire (1.ª temporada)
A primeira temporada da série de televisão The Wire começou a ser exibida no domingo, 2 de junho de 2002, às 21:00 horas nos Estados Unidos e terminou em 8 de setembro de 2002. Os 13 episódios contam a história do ponto de vista da organização do tráfico de drogas de Barksdale e da investigação policial.
A temporada foi lançada em DVD como uma caixa de cinco discos sob o título de The Wire: The Complete First Season em 12 de outubro de 2004, pela HBO Video.

## Produção

### Equipe
David Simon é o criador e redator principal da série, showrunner e produtor executivo. Ao lado de Simon, muitos membros da equipe criativa por trás de The Wire são ex-alunos de Homicide e da minissérie vencedora do Emmy, The Corner. O veterano do Corner, Robert F. Colesberry, também foi o produtor executivo. Colesberry é creditado pelo resto da equipe criativa como tendo um grande papel criativo para um produtor, e Simon o credita por alcançar a sensação visual realista do show. Ele também teve um pequeno papel recorrente como o detetive Ray Cole. A esposa de Colesberry, Karen L. Thorson, juntou-se a ele na equipe de produção. Uma terceira produtora de The Corner, Nina Kostroff Noble, também ficou com a equipe de produção de The Wire completando a equipe inicial de quatro pessoas.
As histórias para o programa costumam ser co-escritas por Ed Burns, um ex-detetive de homicídios do Departamento de Polícia de Baltimore e professor de escola pública que trabalhou com Simon em outros projetos, incluindo The Corner. A equipe de roteiristas inclui o aclamado romancista de ficção policial George P. Pelecanos, de Washington, DC. Pelecanos comentou que foi atraído pelo projeto por causa da oportunidade de trabalhar com Simon. O redator Rafael Alvarez era colega de Simon no The Sun e natural de Baltimore com experiência de trabalho na área portuária. Outra cineasta independente e nativa da cidade, Joy Lusco Kecken, juntou-se à equipe de roteiristas e atuou como coordenadora do roteiro. David H. Melnick e Shamit Choksey completam a equipe de roteiristas.
O ex-aluno de homicídios Clark Johnson, que dirigiu vários episódios aclamados de The Shield, dirigiu o episódio piloto, o segundo episódio e o quinto episódio (Johnson mais tarde teve um papel principal na quinta temporada). Os diretores de um único episódio incluem Ed Bianchi, Joe Chappelle, Gloria Muzio, Milčo Mančevski, Brad Anderson e Steve Shill. O final da temporada foi dirigido por Tim Van Patten, um vencedor do Emmy que trabalhou em todas as temporadas de The Sopranos. A direção tem sido elogiada por seu estilo descomplicado e sutil.

### Elenco
Os personagens principais da primeira temporada foram divididos entre os do lado da lei e os envolvidos no crime relacionado às drogas. O elenco principal era composto por personagens de ambos os grupos. O detalhe investigativo foi lançado pelas ações do detetive Jimmy McNulty (Dominic West), cujas tendências insubordinadas e problemas pessoais ofuscam a sua habilidade. A turma era comandada pelo tenente Cedric Daniels (Lance Reddick), que enfrentou desafios equilibrando suas aspirações de carreira com o desejo de produzir um bom caso. Kima Greggs (Sonja Sohn) era uma detetive competente que tinha ciúmes de colegas e se preocupava com os perigos de seu trabalho por parte de seu parceiro doméstico. Seu trabalho investigativo foi auxiliado por seu informante confidencial, um viciado em drogas conhecido como Bubbles (Andre Royo).
Esses investigadores eram supervisionados por dois comandantes mais preocupados com a política e suas próprias carreiras do que com o caso, o major William Rawls (John Doman) e o vice-comissário Ervin Burrell (Frankie Faison). A advogada estadual Rhonda Pearlman (Deirdre Lovejoy) atua no tribunal e teve um relacionamento casual com McNulty. Na divisão de homicídios, Bunk Moreland (Wendell Pierce) era um detetive talentoso e perspicaz, parceiro de McNulty.
Do outro lado da investigação estava o império das drogas de Avon Barksdale. O impetuoso e implacável Barksdale (Wood Harris) é auxiliado pelo empresário Stringer Bell (Idris Elba)  O sobrinho de Avon, D'Angelo Barksdale (Larry Gilliard Jr.), administrava parte do território de seu tio, mas também tinha a consciência pesada.
A primeira temporada contou com vários personagens importantes em papéis recorrentes. Como o detetive Greggs, os parceiros Thomas "Herc" Hauk (Domenick Lombardozzi) e Ellis Carver (Seth Gilliam) foram transferidos para o destacamento da unidade de narcóticos. A natureza inicialmente violenta da dupla acabou sendo subjugada, pois eles se mostraram úteis em trabalhos pesados e, às vezes, serviram como alívio cômico para o público. Completando a unidade temporária estavam os detetives Leander Sydnor (Corey Parker Robinson), Lester Freamon (Clarke Peters) e Roland "Prez" Pryzbylewski (Jim True-Frost). Sydnor era um detetive novato com reputação de sólido trabalho secreto. Embora inicialmente não fossem importantes na operação, Freamon provou ser um investigador silenciosamente capaz com um talento especial para perceber detalhes minúsculos, mas importantes, e Prez, embora problemático nas ruas, acabou por ser um perito em seu trabalho de escritório. McNulty e Bunk serviram em um esquadrão da unidade de homicídios liderado pelo sargento Jay Landsman (Delaney Williams), o jovial comandante do esquadrão. Peter Gerety teve um papel recorrente como o juiz Phelan, o funcionário que deu início ao caso.
Havia também vários personagens recorrentes na Organização Barksdale. Loyal Wee-Bey Brice (Hassan Johnson) foi responsável por vários homicídios cometidos por ordem da Avon. Trabalhando com D'Angelo estavam Poot Carr (Tray Chaney), Bodie Broadus (JD Williams), e Wallace (Michael B. Jordan), todos traficantes de rua. Wallace era um jovem inteligente, mas ingênuo, preso no tráfico de drogas, Bodie, um jovem traficante violento e determinado. Omar Little (Michael K. Williams) é um notório assaltante de Baltimore que ganhava a vida roubando traficantes de drogas, sendo uma pedra no sapato frequente do clã Barksdale.

#### Elenco principal
- Dominic West como Jimmy McNulty (13 episódios)
- John Doman como William Rawls (8 episódios)
- Idris Elba como Russell "Stringer" Bell (13 episódios)
- Frankie Faison como Ervin Burrell (11 episódios)
- Lawrence Gilliard Jr. como D'Angelo Barksdale (13 episódios)
- Wood Harris como Avon Barksdale (12 episódios)
- Deirdre Lovejoy como Rhonda Pearlman (9 episódios)
- Wendell Pierce como Bunk Moreland (12 episódios)
- Lance Reddick como Cedric Daniels (13 episódios)
- Andre Royo como Reginald "Bubbles" Cousins (11 episódios)
- Sonja Sohn como Kima Greggs (12 episódios)

## Recepção
A primeira temporada recebeu críticas em sua maioria positivas dos críticos, recebendo uma pontuação de 79/100 no Metacritic. No Rotten Tomatoes, a temporada tem um índice de aprovação de 85% com uma pontuação média de 9,5 em 10 com base em 34 avaliações. O consenso crítico do site diz: "Embora leve seu tempo para começar, The Wire vale a pena esperar, girando uma teia conectiva de personagens e oferecendo comentários sem barreiras sobre alguns dos problemas sociais inquietantes da América."
Alguns o consideraram superior às séries dramáticas "carro -chefe" mais conhecidas da HBO, como The Sopranos e Six Feet Under. Um crítico sentiu que o programa foi parcialmente uma reformulação dos temas da HBO e dos trabalhos anteriores de David Simon, mas ainda assim valioso, descrevendo a série como particularmente ressonante por causa dos paralelos entre a guerra ao terror e a guerra às drogas. Outra crítica postulou que a série pode sofrer por causa de sua dependência de palavrões e enredo lentamente prolongado, mas foi amplamente positiva sobre os personagens e a intriga do programa. A Time nomeou a primeira temporada como o melhor programa de TV de 2002 em seu Top 10 Everything 2002.

## Episódios
| N.º na série | N.º na temp. | Título        | Dirigido por    | Escrito por            | Exibição original     | Audiência (milhões) |
| ------------ | ------------ | ------------- | --------------- | ---------------------- | --------------------- | ------------------- |
| 1            | 1            | "The Target"  | Clark Johnson   | David Simon & Ed Burns | 2 de junho de 2002    | 3,70                |
| 2            | 2            | "The Detail"  | Clark Johnson   | David Simon & Ed Burns | 9 de junho de 2002    | 2,80                |
| 3            | 3            | "The Buys"    | Peter Medak     | David Simon & Ed Burns | 16 de junho de 2002   | ASD                 |
| 4            | 4            | "Old Cases"   | Clement Virgo   | David Simon & Ed Burns | 23 de junho de 2002   | 2,91                |
| 5            | 5            | "The Pager"   | Clark Johnson   | David Simon & Ed Burns | 30 de junho de 2002   | 2,97                |
| 6            | 6            | "The Wire"    | Ed Bianchi      | David Simon & Ed Burns | 7 de julho de 2002    | 2,98                |
| 7            | 7            | "One Arrest"  | Joe Chappelle   | David Simon & Ed Burns | 21 de julho de 2002   | 4,12                |
| 8            | 8            | "Lessons"     | Gloria Muzio    | David Simon & Ed Burns | 28 de julho de 2002   | 3,31                |
| 9            | 9            | "Game Day"    | Milčo Mančevski | David Simon & Ed Burns | 4 de agosto de 2002   | 3,42                |
| 10           | 10           | "The Cost"    | Brad Anderson   | David Simon & Ed Burns | 11 de agosto de 2002  | 4,15                |
| 11           | 11           | "The Hunt"    | Steve Shill     | David Simon & Ed Burns | 18 de agosto de 2002  | 3,43                |
| 12           | 12           | "Cleaning Up" | Clement Virgo   | David Simon & Ed Burns | 1 de setembro de 2002 | 3,66                |
| 13           | 13           | "Sentencing"  | Tim Van Patten  | David Simon & Ed Burns | 8 de setembro de 2002 | 3,77                |